# The Lost Tribes
Albums de A Tribe Called Quest
Hits, Rarities & Remixes
(2003) The Best of A Tribe Called Quest
(2008)
The Lost Tribes est une compilation du groupe A Tribe Called Quest, sortie le 15 mars 2006 uniquement au Japon.
L'album comprend des inédits, des remixes et des faces B d'opus précédents.

## Liste des titres
| No  | Titre                                                                   | Contient un (des) sample(s) de | Durée |
| --- | ----------------------------------------------------------------------- | --- | ----- |
| 1.  | Oh My God (UK Flavor Radio Mix)                                         | Sorcerer of Isis de Power of Zeus | 3:55  |
| 2.  | Mardi Gras at Midnight (featuring Rah Digga)                            | | 3:06  |
| 3.  | The Remedy (featuring Common)                                           | A Mother's Love de Charles Wright & the Watts 103rd Street Rhythm Band                                                                                    | 4:24  |
| 4.  | Can I Kick It? (Phase 5 Mix)                                            | Fried Okra de Charles Wright & the Watts 103rd Street Rhythm Band                                                                                         | 4:19  |
| 5.  | Stressed Out Remix (Baby Phife Version)                                 | | 4:14  |
| 6.  | Scenario (Remix) (featuring Leaders of the New School)                  | Blind Alley des Emotions Soul Vibrations de Kool & The Gang Funky Granny de Kool & the Gang Ecstasy des Ohio Players Remember the Time de Michael Jackson | 5:20  |
| 7.  | ICU (Doin It) (featuring Erykah Badu)                                   | High on Sunshine des Commodores | 3:41  |
| 8.  | It's Yours                                                              | Daisy Lady de 7th Wonder It's Yours de T La Rock & Jazzy Jay                                                                                              | 4:02  |
| 9.  | Jam (Remix) (featuring Consequence)                                     | Don't Fly if It's Foggy de Quincy Jones | 2:45  |
| 10. | Game Day (featuring Rodney Hampton)                                     | | 4:46  |
| 11. | Glamour & Glitz                                                         | Get Out of My Life, Woman d'Allen Toussaint Long Red de Mountain                                                                                          | 4:11  |
| 12. | Weekendz (featuring Consequence)                                        | | 2:55  |
| 13. | Hey                                                                     | | 3:08  |
| 14. | Rumble in the Jungle (featuring Busta Rhymes, The Fugees et John Forté) | The Name of the Game d'ABBA Angel of the Morning de Juice Newton                                                                                          | 5:09  |
| 15. | Practice Session                                                        | | 2:28  |
| 16. | That Shit (featuring Jay Dee)                                           | I Don't Want to Leave You, I Just Came to Say Good-Bye de Shawn Phillips                                                                                  | 2:18  |